# Moufouette et Moufflair
Moufflair est une des 809 espèces de Pokémon connues à ce jour. Il apparaît dans tous les jeux depuis Pokémon Diamant et Perle.

## Création

### Conception graphique
Nintendo et Game Freak n'ont pas évoqué les sources d'inspiration de ces Pokémon. Néanmoins, certains fans avancent qu'ils pourraient être basés sur l'apparence d'une moufette.

## Description
Moufouette évolue en Moufflair au niveau 34. S'il évolue à ce niveau, il pourra apprendre Lance-flamme, une très puissante attaque de type feu.

### Moufflair
Moufflair ressemble à une grosse mouffette, de couleur blanche et mauve. Les spécimens chromatiques sont beiges et magenta. Le dimorphisme sexuel n'existe pas chez cette espèce. Moufflair est avec Moufouette le premier Pokémon combinant les types Ténèbres et Poison, et les seuls avec Drascore à ce jour.
Depuis le bout de sa queue, toujours collée à son dos, il projette un liquide pestilentiel dont on ne se débarrasse pas facilement. Il peut le tirer jusqu'à 50 mètres de distance.
Puanteur rend les rencontres avec les Pokémon sauvages moins fréquentes sans que l'on utilise du Repousse. Boom Final hôte un quart des PV max à l'ennemi qui met Moufflair KO avec une attaque physique. Regard Vif, dans le Monde des Rêves uniquement, préserve la précision de Moufflair de toute baisse occasionnée par une attaque ennemie.

## Apparitions

### Jeux vidéo
Moufouette et Moufflair apparaissent dans série de jeux vidéo Pokémon. D'abord en japonais, puis traduits en plusieurs autres langues, ces jeux ont été vendus à plus de 200 millions d'exemplaires à travers le monde.

### Série télévisée et films
La série télévisée Pokémon ainsi que les films sont des aventures séparées de la plupart des autres versions de Pokémon et mettent en scène Sacha en tant que personnage principal. Sacha et ses compagnons voyagent à travers le monde Pokémon en combattant d'autres dresseurs Pokémon. Jupiter, un des quatre commandants de la Team Galaxie, possède un Moufflair.